# Infeções por micobactérias não tuberculosas
Infeções por micobactérias não tuberculosas são infeções causadas por outras micobactérias que não o bacilo da tuberculose (Mycobacterium tuberculosis). A maioria das exposições não produz doença. O risco de desenvolver doença é maior em idosos e pessoas com o sistema imunitário comprometido. Nos casos em que causa doença, a maioria são infeções pulmonares. Em alguns casos podem ser afetados os gânglios linfáticos, ossos, articulações, pele e feridas.
A maioria das infeções é causada por bactérias do complexo Mycobacterium avium. Não há evidências da transmissão entre pessoas. O diagnóstico é realizado com coloração álcool-ácido resistente e cultura das amostras. O tratamento depende da parte do corpo afetada.